# ユーストン・スクエア駅
ユーストン・スクエア駅（ユーストン・スクエアえき、英語: Euston Square station）はロンドン都心のロンドン・カムデン特別区にあるロンドン地下鉄の駅である。
サークル線、ハマースミス&シティー線およびメトロポリタン線の列車が発着する。トラベルカード・ゾーン1に属する。
なお、ノーザン線、ヴィクトリア線が発着するユーストン駅は近いものの別の駅である。

## 概要
2面のホームを持つ地下駅で、同じ方向に向かう列車であれば路線を問わず同じホームに発着する。
駅は1863年の世界最初の地下鉄が開業した際に開業した区間にある。開業時は「ガワー・ストリート（Gower Street）」の名称であったが、1909年に現在の名称に変えられた。
2006年に、古い入口が移設され、ユーストン・ロードの南側、ウェルカム・トラストの本部の角に新しい入口が作られた。

## 周辺
ユニヴァーシティ・カレッジ・ロンドンのすぐ北、ユーストン・ロードとガワー・ストリートの交差点の地下にある。
ユーストン駅およびユーストン地下鉄駅から近い。
2005年12月、ネットワーク・レールは、ユーストン駅の再開発計画の一部として、ユーストン・スクエア駅とユーストン駅との間を地下道で結ぶ計画を発表した。これは徒歩で5分ほど離れた2つのユーストン駅の間に通路を建設するというものである。
現在はまだ仮設の壁に覆われて出来ていないが、新しくウェルカム・トラストのビルが建てられており、ユーストン・スクエア駅への新しい入口がガワー・ストリートを下る2階建てバスから見られるようになっている。

## バス路線
ロンドンバスの18、30、73、205、390系統と深夜バスのN5、N20、N73、N205、N253系統が当駅から発着する。

## 隣の駅
ロンドン交通局
ロンドン地下鉄
■サークル線
グレート・ポートランド・ストリート駅 - ユーストン・スクエア駅 - キングズ・クロス・セント・パンクラス駅
■ハマースミス&シティー線
グレート・ポートランド・ストリート駅 - ユーストン・スクエア駅 - キングズ・クロス・セント・パンクラス駅
■メトロポリタン線
グレート・ポートランド・ストリート駅 - ユーストン・スクエア駅 - キングズ・クロス・セント・パンクラス駅

## ギャラリー

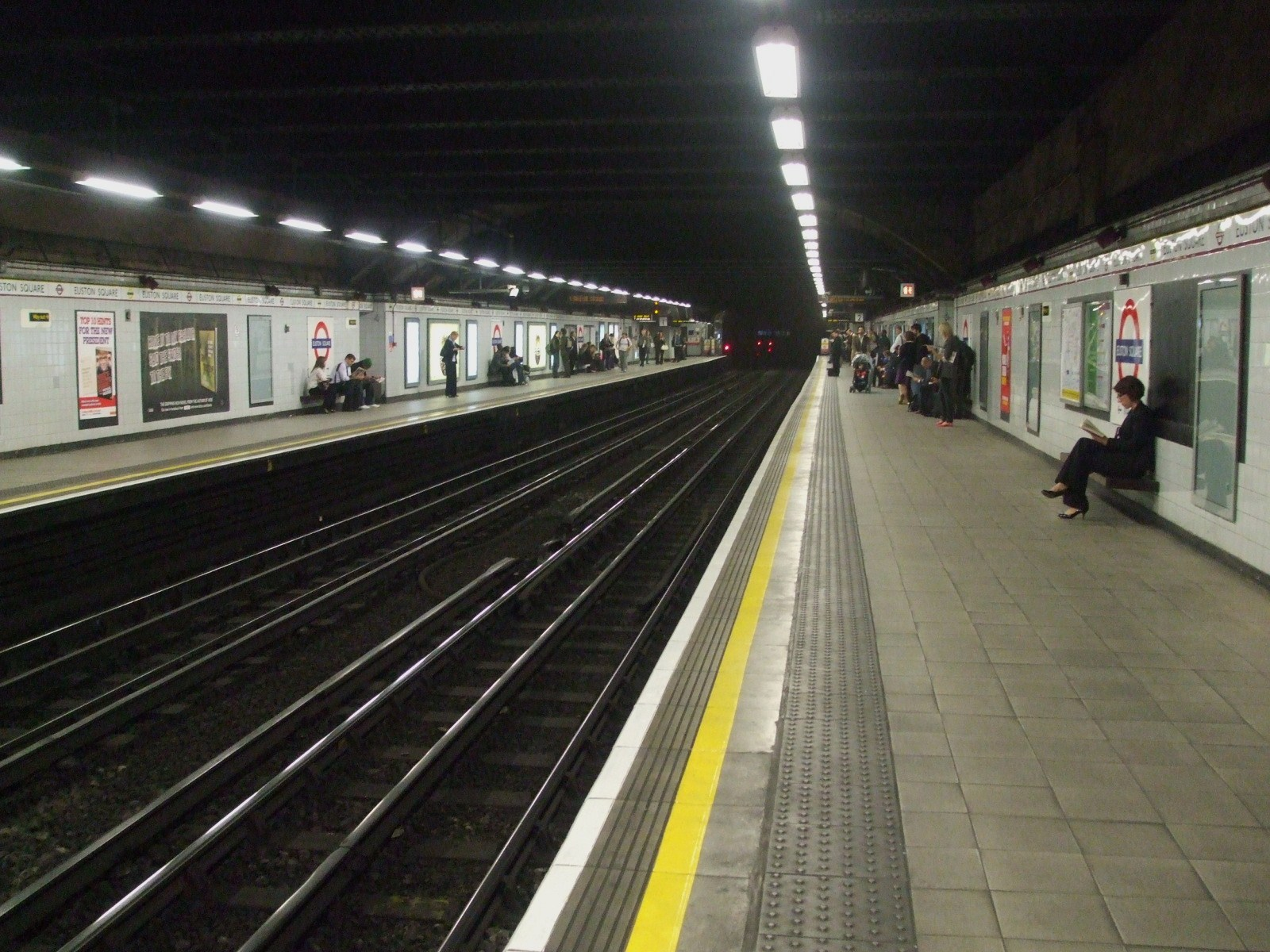
西からプラットホームを見る
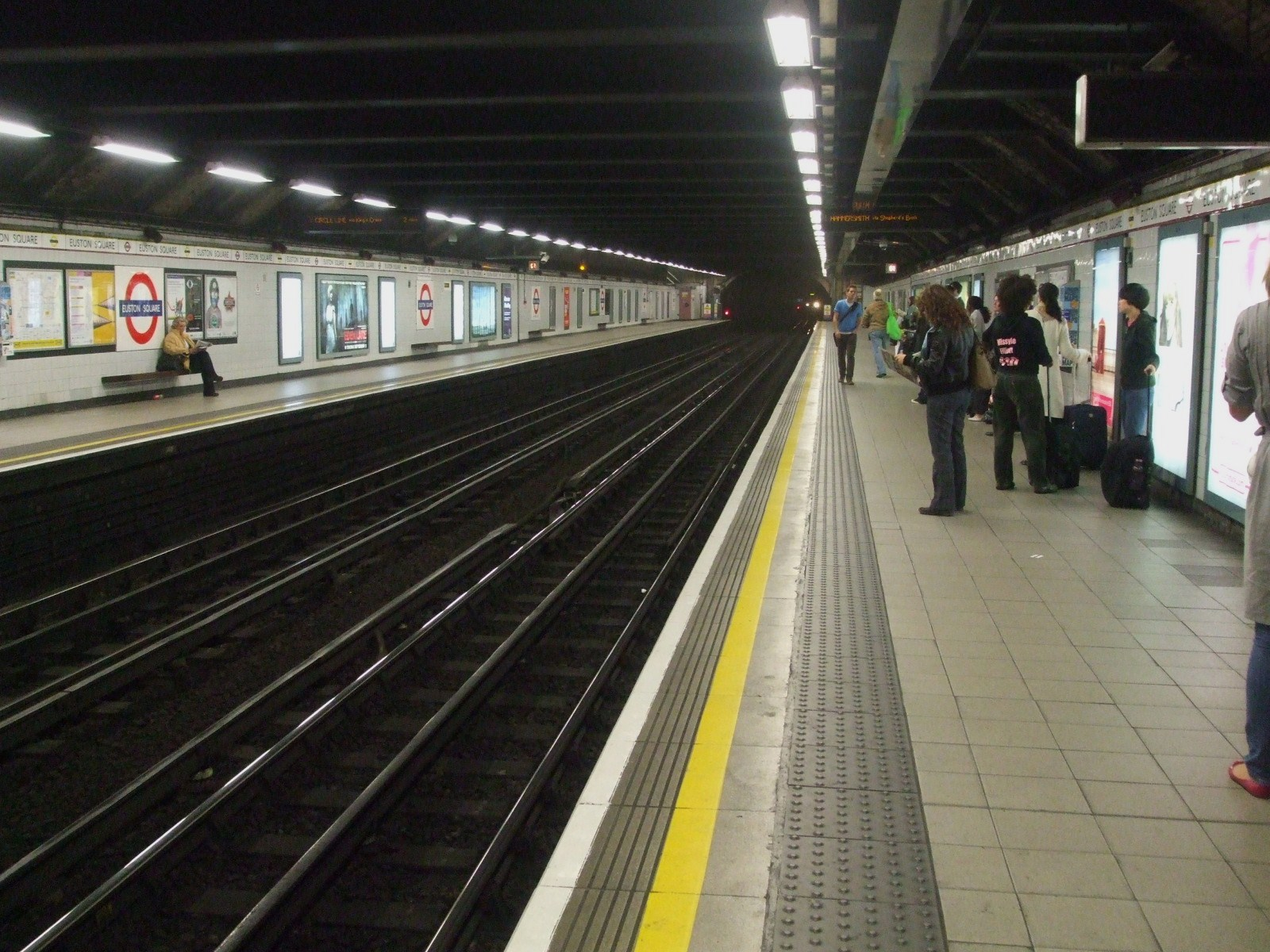
東からプラットホームを見る
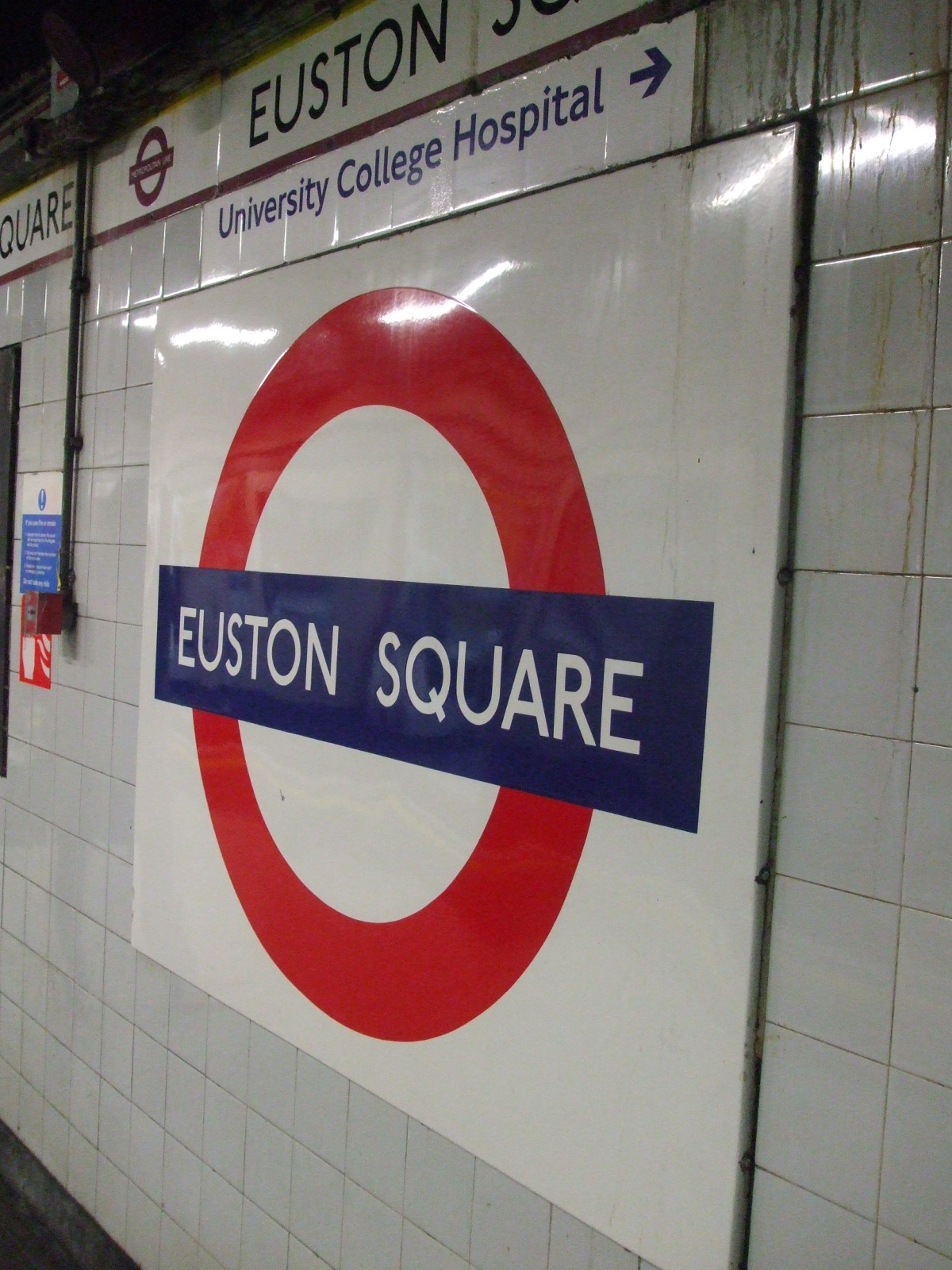
プラットホームにあるロゴ
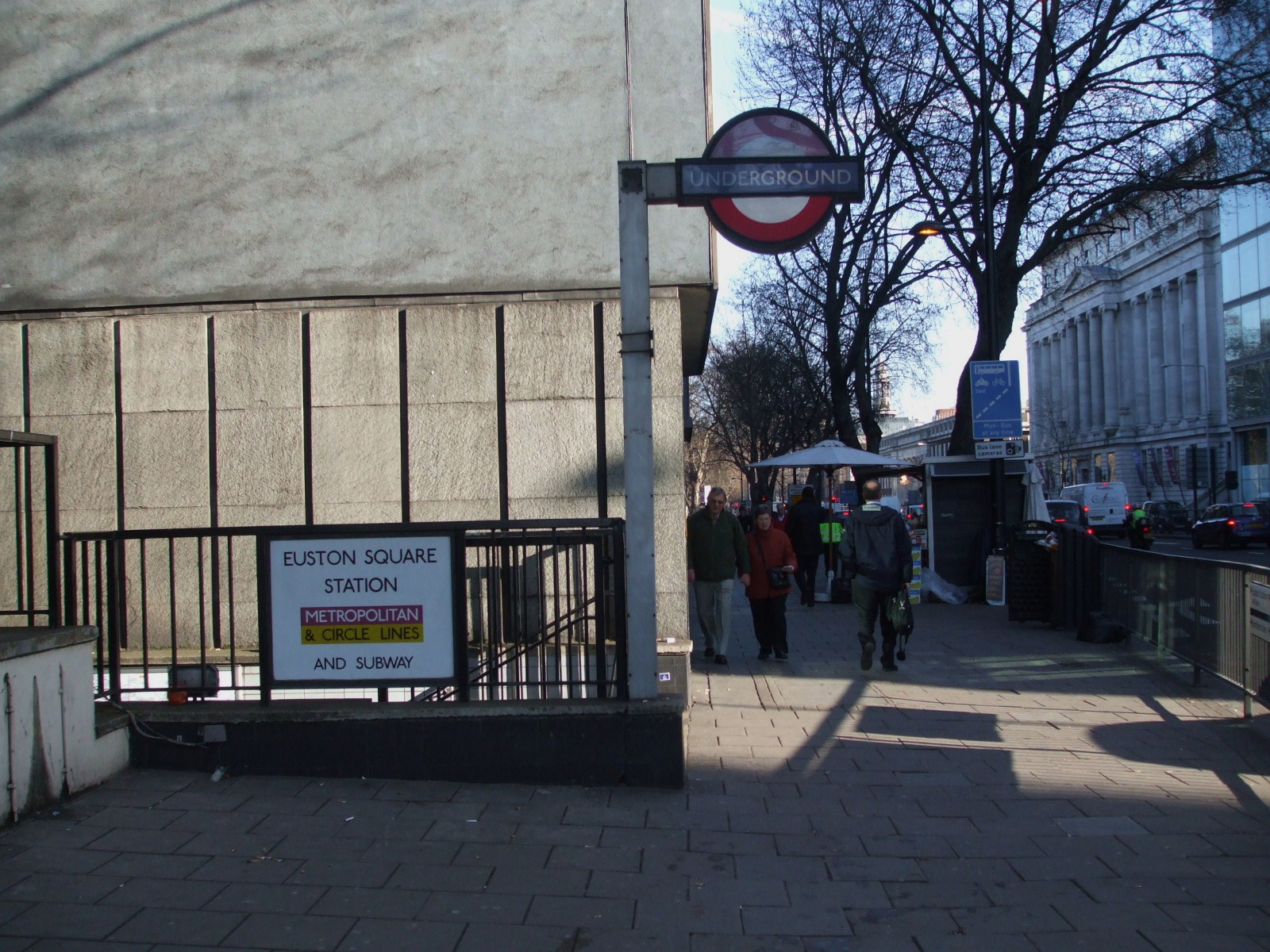
ユーストン・ロードにある北口

## ホームの配置
| 相対式ホーム |
| ⇒ サークル線 ハイ・ストリート・ケンジントン方面 ハマースミス&シティー線 ハマースミス方面 メトロポリタン線 オルドゲイト方面 ⇒                                       |
| ⇐ サークル線 リバプール・ストリート方面 ハマースミス&シティー線 バーキング方面 メトロポリタン線 アックスブリッジ、アマーシャム、チェシャムまたはワトフォード方面 ⇐ |
| 相対式ホーム |